# 五百川駅
五百川駅（ごひゃくがわえき）は、福島県本宮市荒井字新介（しんすけ）にある、東日本旅客鉄道（JR東日本）東北本線の駅である。

## 歴史
- 1921年（大正10年）4月5日：五百川信号所として開設[4]。
- 1922年（大正11年）4月1日：五百川信号場に改称[4]。
- 1948年（昭和23年）12月15日：信号場から停車場に格上げし、開業[3][4]。一般駅[4]。
- 1974年（昭和49年）10月1日：貨物の取り扱いを廃止し、旅客駅となる[4]。
- 1984年（昭和59年）
  - 2月1日：荷物の扱いを廃止[4]。
  - 12月1日：無人化[5]。
- 1987年（昭和62年）4月1日：国鉄の分割民営化により、東日本旅客鉄道の駅となる[4]。
- 2009年（平成21年）3月14日：ICカード「Suica」の利用が可能となる[6]。
- 2024年（令和6年）10月1日：えきねっとQチケのサービスを開始[1][7]。

## 駅構造
単式ホーム2面2線を有する地上駅である。中線らしきものがあるが待避線に使うことはできず、片渡り線のようになっている。
郡山駅管理の無人駅である。構内には簡易Suica改札機、乗車駅証明書発行機、自動販売機（飲料）などがある。

### のりば
| 番線 | 路線      | 方向 | 行先           |
| ---- | --------- | ---- | -------------- |
| 1    | ■東北本線 | 下り | 福島・仙台方面 |
| 2    | ■東北本線 | 上り | 郡山方面       |

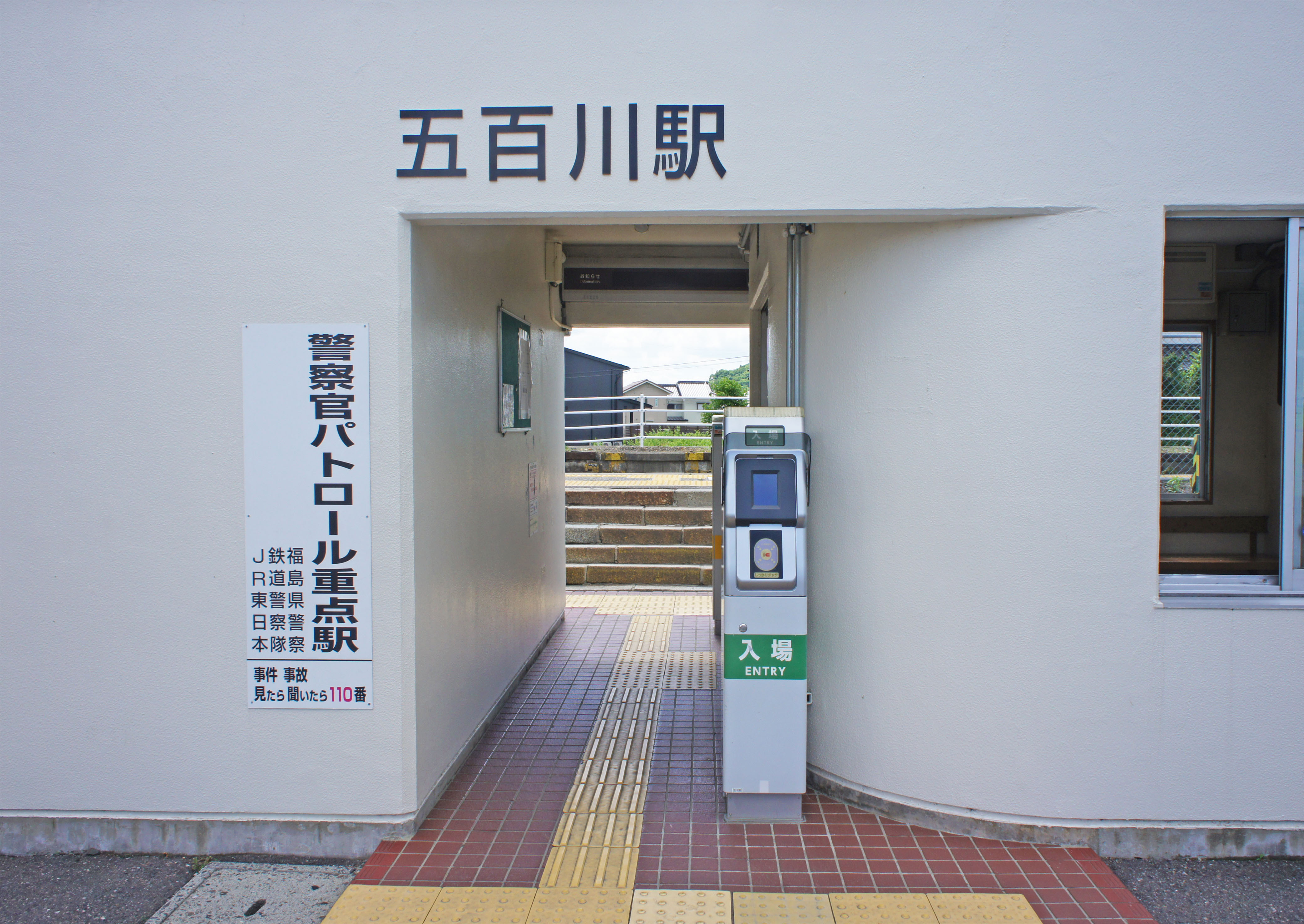
改札口（2022年5月）
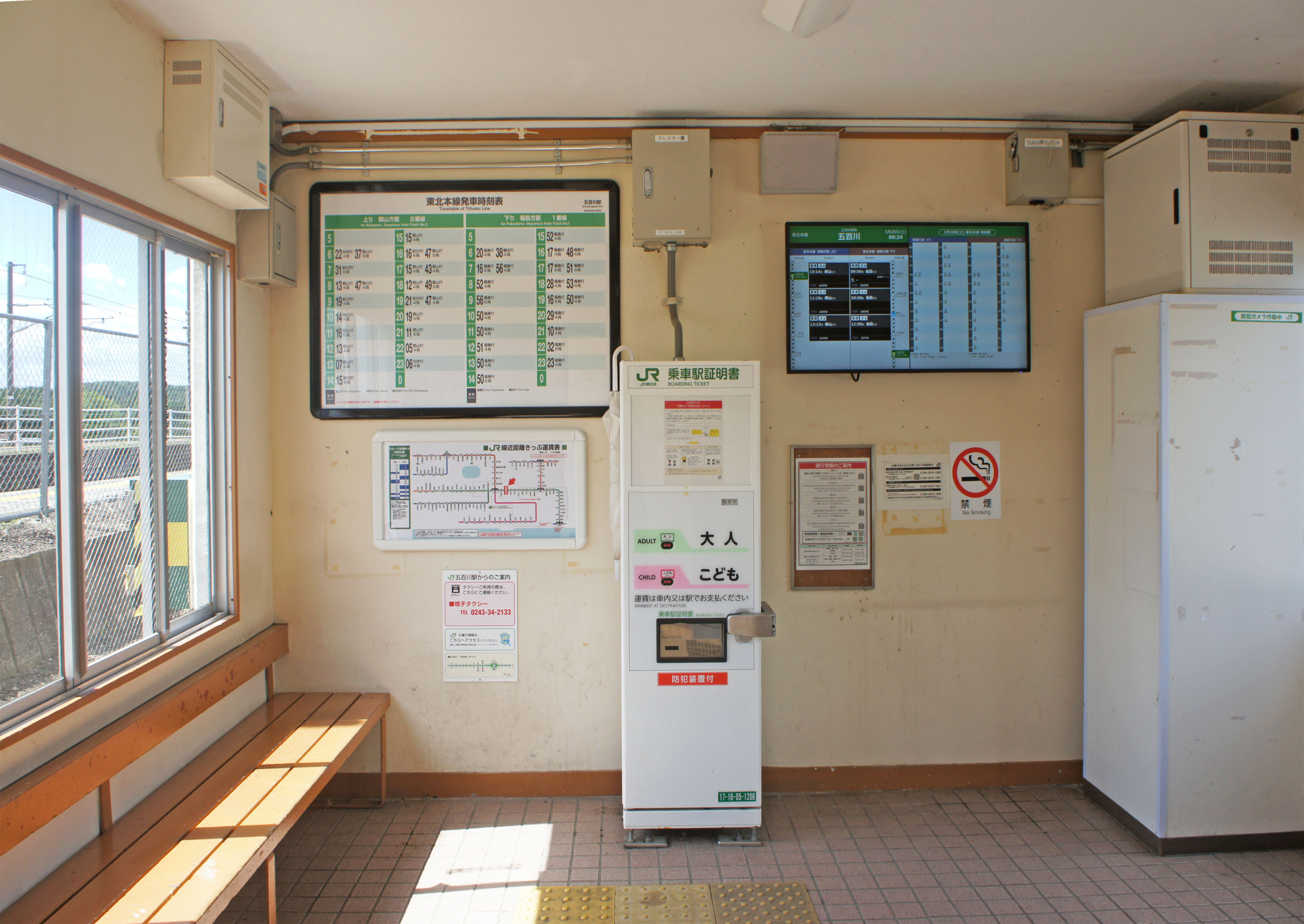
待合室（2022年5月）
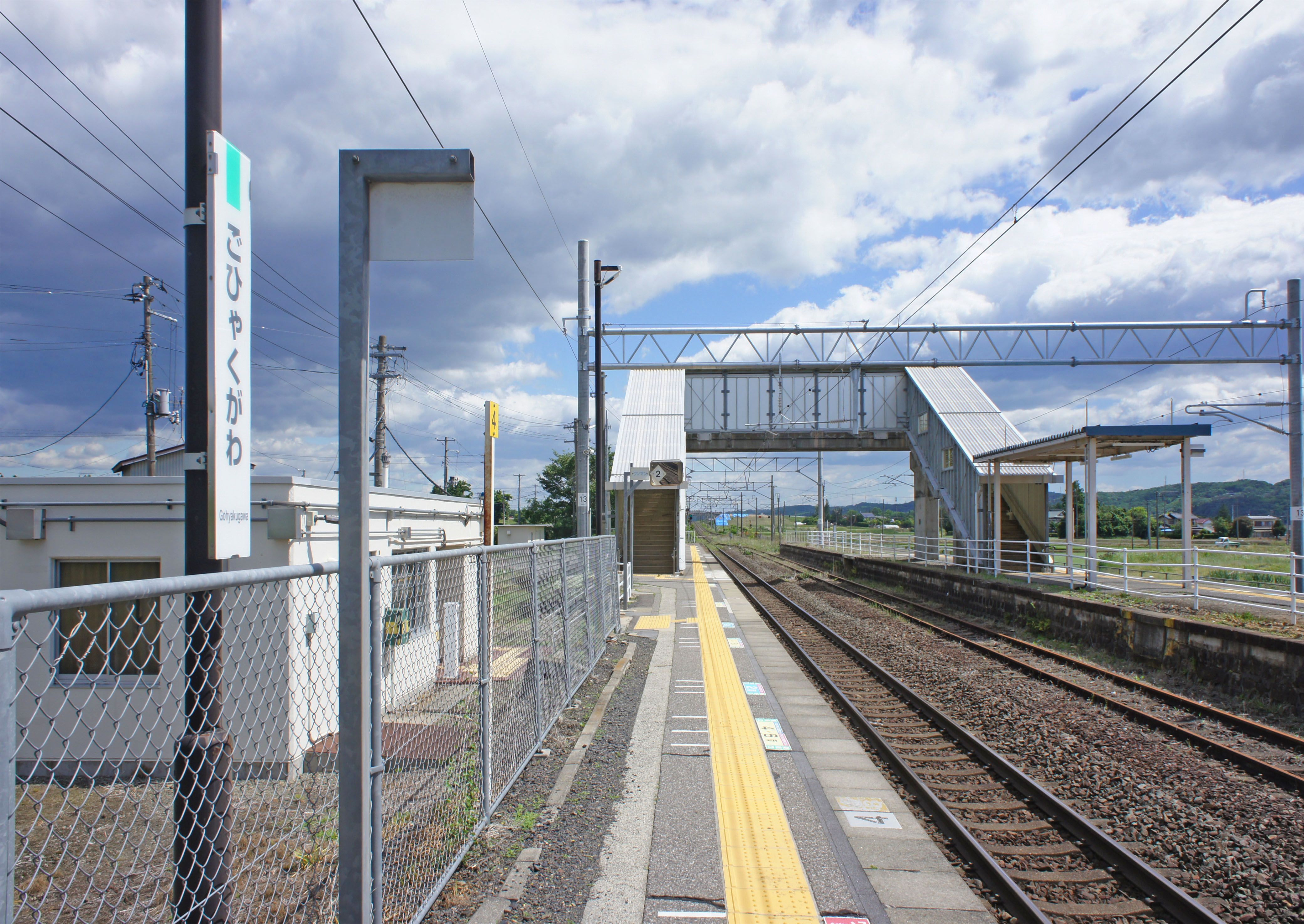
1番線ホーム（2022年5月）
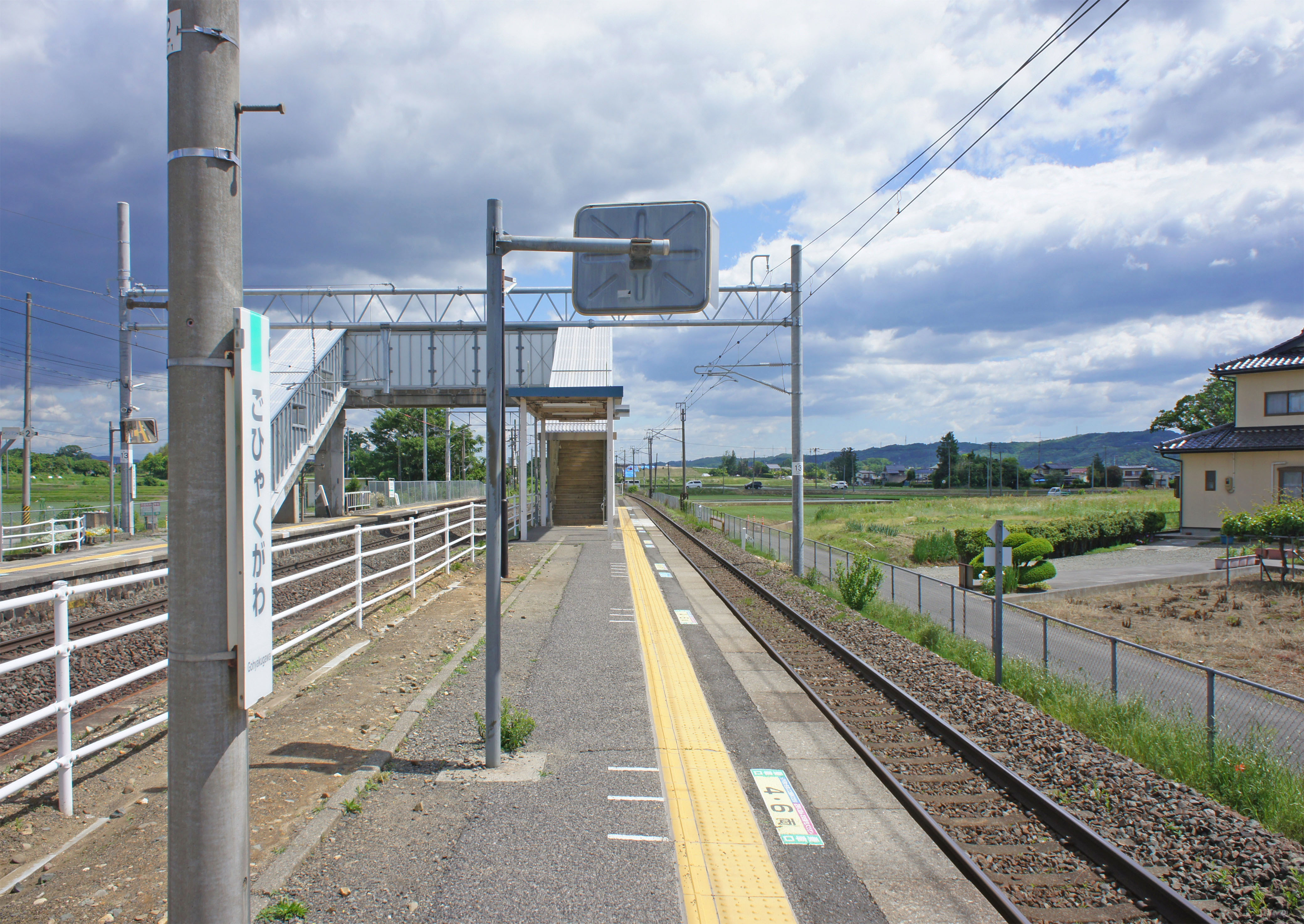
2番線ホーム（2022年5月）

## 利用状況
「福島県統計年鑑」によると、2000年度（平成12年度）- 2004年度（平成16年度）の1日平均乗車人員の推移は以下のとおりであった。
| 乗車人員推移       | 乗車人員推移     | 乗車人員推移 |
| 年度               | 1日平均 乗車人員 | 出典         |
| ------------------ | ---------------- | ------------ |
| 2000年（平成12年） | 414              | [ 福島県 1 ] |
| 2001年（平成13年） | 400              | [ 福島県 2 ] |
| 2002年（平成14年） | 375              | [ 福島県 3 ] |
| 2003年（平成15年） | 388              | [ 福島県 4 ] |
| 2004年（平成16年） | 405              | [ 福島県 5 ] |

## 駅周辺
水田地帯である。
- 荒井簡易郵便局
- アサヒビール福島工場
- エイトタウン本宮（独立店舗型のショッピングセンター）
  - ダイユーエイト本宮店
  - ヨークベニマル本宮インター店
- 国道4号
- 東北自動車道 本宮インターチェンジ
- 福島県道304号大橋五百川停車場線
- 福島県農業総合センター
- 日本橋
- 五百川 - 当駅の駅名の由来となった川

## 隣の駅
東日本旅客鉄道（JR東日本）
■東北本線
日和田駅 - 五百川駅 - 本宮駅